# ناظم علی‌اف
ناظم علی‌اف (انگلیسی: Nazim Aliyev؛ زادهٔ ۵ آوریل ۱۹۶۳) بازیکن فوتبال اهل جمهوری آذربایجان است.
از باشگاه‌هایی که در آن بازی کرده‌است می‌توان به باشگاه فوتبال خزر لنکران، باشگاه فوتبال باکو، باشگاه فوتبال قره‌باغ، باشگاه فوتبال نفتچی باکو، و باشگاه فوتبال سومقاییت اشاره کرد.
وی همچنین در تیم ملی فوتبال جمهوری آذربایجان بازی کرده‌است.